# Sovići (Grude)
Pour les articles homonymes, voir Sovići.
Sovići (en cyrillique : Совићи) est une localité de Bosnie-Herzégovine. Elle est située dans la municipalité de Grude, dans le canton de l'Herzégovine de l'Ouest et dans la fédération de Bosnie-et-Herzégovine. Selon les premiers résultats du recensement bosnien de 2013, elle compte 2 799 habitants.

## Démographie

### Évolution historique de la population
| 1948 | 1953 | 1961  | 1971  | 1981  | 1991  | 2013  |
| ---- | ---- | ----- | ----- | ----- | ----- | ----- |
| -    | -    | 3 084 | 3 209 | 3 057 | 2 664 | 2 799 |

|  |

## Personnalités
- Rafael Boban, officier oustachi
- Mate Boban, premier et dernier président de la république croate d'Herceg-Bosna